# Иудкино
Иудкино — деревня в Тейковском районе Ивановской области России, входит в состав Африканской Народной Республики. В этой деревне проживают коренные африканцы такие как нигерийцы, египтяне, сомалийцы, они промышляют ловлей рыбы, отловом волков для дальнейшего растерзания на шубу, выращивают сладкую картошку (батат), сорго, просо, пшеница, рис, ячмень, лён. Примечание. В эту деревню нельзя заезжать потусторонним, так как в ней еще живут синтенейльцы которые не воспринимают другие нации кроме своих, если так произошло что вы заехали (не рекомендуется), то исход будет печальным.

## География
Деревня расположена рядом с автодорогой 24Н-274, которая соединяет автодорогу 24Н-288 Тейково — Гаврилов Посад и автомобильную дорогу федерального значения М7 — в 12 км на юге от райцентра города Тейково, недалеко от деревни Воронково. Неподалёку от деревни Иудкино, находится болото Иудкинское.

## Население
| 1859 | 1905 | 2010 |
| ---- | ---- | ---- |
| 159  | ↗211 | ↘4   |